# Communauté de communes Terres de Bresse
La  Communauté de communes Terres de Bresse  est une communauté de communes française, située dans le département de Saône-et-Loire en région Bourgogne-Franche-Comté.

## Historique
La communauté de communes a vu le jour le 1er janvier 2017 à partir de la fusion des communautés de communes Saône, Seille, Sâne et des Portes de la Bresse.
Le 1er janvier 2018, Sainte-Croix quitte l'intercommunalité et intègre Bresse Louhannaise Intercom'.

## Territoire communautaire

### Géographie
La communauté de communes Terres de Bresse se situe dans le centre-est de la Saône-et-Loire, et au sud-ouest de la plaine de la Bresse bourguignonne, entre Louhans et Tournus. Au sud, elle est limitrophe avec le département de l'Ain (partie Bresse savoyarde).
La communauté de communes est traversée en son cœur par la rivière de la Seille, rivière navigable qui est originaire du massif du Jura et qui se jette dans la Saône à La Truchère. Elle traverse notamment Cuisery et elle est surplombée par un grand nombre de villages. La Saône à proprement parler coule quant à elle au nord-ouest, au pied des villages d'Ormes ou encore d'Ouroux-sur-Saône. En plus de la Seille, elle reçoit la Tenarre, qui coule entre Saint-Germain-du-Plain et Baudrières. Enfin, les Terres de Bresse sont arrosée par la Sâne Vive (ou Sâne), affluent de la Seille et par son affluent la Sâne Morte.

### Composition
La communauté de communes est composée des 25 communes suivantes :

| Nom                         | Code Insee | Gentilé        | Superficie (km2) | Population (dernière pop. légale) | Densité (hab./km2) |
| --------------------------- | ---------- | -------------- | ---------------- | --------------------------------- | ------------------ |
| Cuisery (siège)             | 71158      | Cuiserotains   | 11,29            | 1 580 (2022)                      | 140                |
| L'Abergement-de-Cuisery     | 71001      | Abergementais  | 7,96             | 811 (2022)                        | 102                |
| L'Abergement-Sainte-Colombe | 71002      | Bargementais   | 19,53            | 1 235 (2022)                      | 63                 |
| Bantanges                   | 71018      | Bantangeois    | 10,73            | 566 (2022)                        | 53                 |
| Baudrières                  | 71023      | Baudriérois    | 27               | 1 007 (2022)                      | 37                 |
| Brienne                     | 71061      | Brenauds       | 5,65             | 479 (2022)                        | 85                 |
| La Chapelle-Thècle          | 71097      |                | 16,48            | 497 (2022)                        | 30                 |
| La Frette                   | 71206      | Frettards      | 11,22            | 251 (2022)                        | 22                 |
| La Genête                   | 71213      | Genêtods       | 11,57            | 567 (2022)                        | 49                 |
| Huilly-sur-Seille           | 71234      | Huillytais     | 12,13            | 352 (2022)                        | 29                 |
| Jouvençon                   | 71244      | Jouvençonnais  | 6,3              | 454 (2022)                        | 72                 |
| Lessard-en-Bresse           | 71256      | Lessardiens    | 8,2              | 562 (2022)                        | 69                 |
| Loisy                       | 71261      | Loisytais      | 14,64            | 686 (2022)                        | 47                 |
| Ménetreuil                  | 71293      | Ménetreuillais | 15,04            | 410 (2022)                        | 27                 |
| Montpont-en-Bresse          | 71318      | Montponnais    | 37,46            | 1 087 (2022)                      | 29                 |
| Ormes                       | 71332      | Ormillats      | 9,8              | 493 (2022)                        | 50                 |
| Ouroux-sur-Saône            | 71336      | Ouriats        | 22,62            | 3 183 (2022)                      | 141                |
| Rancy                       | 71365      |                | 5,76             | 612 (2022)                        | 106                |
| Ratenelle                   | 71366      |                | 8,03             | 369 (2022)                        | 46                 |
| Romenay                     | 71373      | Romenayous     | 48,9             | 1 740 (2022)                      | 36                 |
| Saint-Christophe-en-Bresse  | 71398      | Christophais   | 20,39            | 1 054 (2022)                      | 52                 |
| Saint-Germain-du-Plain      | 71420      | San-Germinois  | 19,31            | 2 346 (2022)                      | 121                |
| Savigny-sur-Seille          | 71508      | Savignas       | 14,48            | 385 (2022)                        | 27                 |
| Simandre                    | 71522      | Simandrins     | 22,79            | 1 744 (2022)                      | 77                 |
| Tronchy                     | 71548      |                | 7,76             | 241 (2022)                        | 31                 |

## Administration

### Siège
Le siège de la communauté de communes est situé à Cuisery.

### Les élus
La communauté de communes est gérée par un conseil communautaire composé de 46 membres représentant chacune des communes membres et élus pour une durée de six ans.
Ils sont répartis comme suit :
| Nombre de délégués | Communes |
| ------------------ | --- |
| 5                  | Ouroux-sur-Saône |
| 4                  | Saint-Germain-du-Plain                                                                                                  |
| 3                  | Cuisery, Romenay, Simandre                                                                                              |
| 2                  | L'Abergement-de-Cuisery, L'Abergement-Sainte-Colombe, Baudrières, Loisy, Montpont-en-Bresse, Saint-Christophe-en-Bresse |
| 1                  | Les 14 communes restantes                                                                                               |

### Présidence
Le premier conseil communautaire du 5 janvier 2017 a élu son président, Cédric Dauge , maire de Baudrières.
| Période | Période  | Identité      | Étiquette | Qualité        |
| ------- | -------- | ------------- | --------- | -------------- |
| 2020    | En cours | GROS Stéphane |           | Maire de Ormes |

### Compétences
L'intercommunalité exerce des compétences qui lui sont déléguées par les communes membres.

### Sources
- Schéma départemental de coopération intercommunale - Préfecture de Saône-et-Loire